# Cynthia Longfield
Cynthia Longfield (* 16. August 1896; † 27. Juni 1991) war eine irische Biologin. Sie war eine Expertin für Großlibellen.

## Leben
Die Familie hatte ein Anwesen in Cloyne und eins in London. Cynthia wechselte in ihrer Jugend mit ihren Schwestern zwischen diesen beiden hin und her. Der Landsitz in Cloyne weckte ihr Interesse an Pflanzen und Insekten, doch die Bildungsmöglichkeiten erschienen ihr im Alter von 14 dort nicht ausreichend. Daher versorgte ihre Mutter sie mit Büchern von Charles Darwin und Thomas Henry Huxley, die sie sich im Selbststudium aneignete.
Sie arbeitete seit Rückkehr von ihrer Reise nach Südamerika im Jahr 1921 am Natural History Museum, wo sie vorwiegend über afrikanische Libellenarten arbeitete. 1924 betreute sie das Insektenhaus des London Zoo. Im gleichen Jahr bereiste sie die pazifischen Inseln als Assistentin des Insektenkundlers Cyril Collenette, der ihre große Liebe wurde, obwohl sie ihn nicht heiratete. 1927 machte sie mit ihm eine Reise nach Brasilien und konnte zahlreiche Libellenarten für das Museum sammeln. Von dieser Reise stammt auch die nach ihr benannte Art Corphaeschna longfieldae. Ein weiterer Name ist Agrionopter insignis cynthiae. 1932 bereiste sie mit ihrer Schwester die Rocky Mountains in Kanada. 1934 bereiste sie Afrika sechs Monate lang allein und kam mit einer großen Sammlung Insekten zurück. Sie veröffentlichte The Dragonflies of the British Isles im Jahr 1937, das zum Standard-Handbuch wurde. Im Folgejahr bereiste sie mit der Nichte von Cecil Rhodes erneut Afrika.
Im Zweiten Weltkrieg wurde sie Leiterin der Feuerwehrstation Brompton im Royal Borough of Kensington and Chelsea. Nach ihrer Pensionierung im Alter von 60 ging sie bis zu ihrem Tod zurück auf den Familiensitz in Cloyne. Sie bereiste weiterhin intensiv vor allem europäische Länder zu Fachkonferenzen und veröffentlichte mit zwei Koautoren 1960 Dragonflies. Sie wurde in der Kathedrale in Cloyne begraben und es gibt dort eine steinerne Gedenktafel.

## Werke
- 1936. Studies on African Odonata, with synonymy, and descriptions of new species and subspecies. Trans. R. ent. Soc. London 85(20): 467–498.
- 1936) Contribution à l'étude de la faune du Mozambique. Voyage de M.P. Lesne (1928–1929). 23e note – Odonata. Memórias e Estudos do Museu Zoológico da Universidade de Coimbra, 89: 1–2. Insecta. C. Longfield.
- (1945) – The Odonata of South Angola. Arquivos do Museu Bocage, 16, Lisboa.
- (1955) – The Odonata of N. Angola. Publicações Culturais, Companhia de Diamantes de Angola (Diamang), Lisboa, 27: 11–63. Biologia. Entomologia. Angola.
- (1959) – The Odonata of N. Angola. Publicações Culturais, Companhia de Diamantes de Angola (Diamang), Lisboa, 45: 11–42. Entomologia. Angola.
- (1960) Dragonflies Corbet, P.S., Longfield, C.N. and Moore, N.W. New Naturalist No 41, Collins, London.